# Désire Nzinga Bilihanzi
Desire N'zinga Birihanze est un homme politique de république démocratique du Congo et cadre de l'UDPS.

## Carrière politique
Il est cadre de l'Union pour la démocratie et le progrès social (UDPS), il est l'originaire du Nord-Kivu. 
Il est nommé ministre de l'Agriculture depuis le 12 avril 2021  dans le deuxième Gouvernement de l'alternance dirigé par Jean-Michel Sama Lukonde Kyenge, 
succédant à Jean Antoine Kasonga, en poste depuis 2019.